# Новоіліково (Бакалинський район)
Новоілі́ково (рос. Новоиликово, башк. Яңы Илек) — село у складі Бакалинського району Башкортостану, Росія. Входить до складу Кілеєвської сільської ради.
Населення — 369 осіб (2010; 429 у 2002).
Національний склад:
- кряшени — 86 %